# Булич, Вера Сергеевна

Единственный авторский сборник В. Булич в России: библиофильская серия «Серебряный пепел»

Вера Сергеевна Булич (17 февраля (2) марта 1898, Санкт-Петербург, Российская империя — 21 июля 1954, Хельсинки, Финляндия) — поэтесса, литературный критик, представительница первой волны пореволюционной российской эмиграции в Финляндии.

## Биография
Родилась 17 февраля (2) марта 1898 года в Санкт-Петербурге.
Отец — известный филолог и музыковед Сергей Константинович Булич (1859—1921), профессор Санкт-Петербургского университета, одно время занимал должность директора Высших женских (Бестужевских) курсов, был первым деканом музыкального отделения Российского института истории искусств.
В доме Буличей собирались выдающиеся люди науки и искусства, близким другом отца был, в частности, поэт Иннокентий Анненский.
Осенью 1918 года Вера Булич покинула Петроград и поселилась с матерью, старшей сестрой и двумя братьями на даче в Куолемаярви на Карельском перешейке.
В 1924 году, вскоре после смерти отца, В. Булич и её сестра София переехали в Хельсинки в поисках работы. Там Вера сменила множество занятий: была тапёром в кинотеатре, зарабатывала на жизнь шитьем, частными уроками, служила секретарем у Ивана Шайковича, сербского дипломата в Финляндии и поэта.
В 1930 году (по другим данным, в 1932 г.) получила место в Славянском отделе библиотеки Хельсинкского университета и проработала там более 20 лет — до самой смерти. С 1947 года работала, кроме того, в библиотеке Института культурных связей Финляндии-СССР.
Умерла от рака лёгких в Хельсинки 21 июля 1954 года. Похоронена на русском православном кладбище в Хельсинки в районе Лапинлахти. Рукописное наследие и архив хранятся в библиотеке Хельсинкского университета.

## Творчество
Заниматься литературным творчеством Вера Булич начала ещё в отрочестве, однако печататься стала только в эмиграции — с 1920-х гг. Вначале её рассказы, сказки, переводы, литературно-критические статьи публиковались в гельсингфорсской газете «Новая русская жизнь», а затем и в других центрах русского зарубежья.
Первую книгу — «Сказка о крошечной принцессе» — она выпустила под псевдонимом Vera Bull по-фински в Гельсингфорсском издательстве WSOY в 1927 году. В 1931 году И. Шайкович помог ей опубликовать в Белграде на русском языке двухтомник её сказок.
В 1934 году в Хельсинки вышел её первый поэтический сборник «Маятник», в 1938 году в Таллине второй — «Пленный ветер». После второй мировой войны Вера Булич издала ещё две книги стихов — «Бурелом» (Хельсинки, 1947) и «Ветви» (Париж, 1954).
Была в числе организаторов и активных участников литературно-философского кружка «Светлица», возникшего в Гельсингфорсе в 1930-е годы и просуществовавшего до «Зимней войны».
Вера Булич писала по-шведски, переводила финских и шведских поэтов-модернистов на русский язык.
Стихи, статьи и эссе Веры Булич публиковались в «Журнале Содружества», в «Новой русской жизни», в «Русском голосе», в «Нови», в «Новоселье», в «Таллинском русском голосе», а также в послевоенном «Русском журнале». Уже после смерти произведения Веры Булич печатали «Грани» и «Новый журнал».

## Семья
- Отец — Сергей Константинович Булич (1859—1921), профессор Санкт-Петербургского университета, одно время занимал должность директора Высших женских (Бестужевских) курсов, был первым деканом музыкального отделения Российского института истории искусств.
- Мать — Булич Мария Платоновна (5.04.1871-17.11.1961)
- Сестра — Булич София Сергеевна (ур. Старк) (9.12.1892-19.06.1950), окончила Петроградскую женскую гимназию Е. И. Песковской с золотой медалью, в 1916 году — историко-филологический факультет Петроградских Высших женских курсов[2].
- Брат — Булич Константин Сергеевич (6.09.1894-12.06.1957)